# 哈兹拉特苏丹峰
哈兹拉特苏丹峰（羅馬化：Qullai Hazrat-Sulton）是位于乌兹别克斯坦和塔吉克斯坦边界的一座山，也是乌兹别克斯坦的最高峰，海拔4,643米。哈兹拉特苏丹峰是吉萨尔山脉的一部分，曾叫做苏共第22次代表大会峰（俄语：Пик XXII съезда КПСС）。